# Hieracium britannicum
Hieracium britannicum es una especie de planta con flor del género Hieracium, de la familia Asteraceae, orden Asterales.

## Distribución
Hieracium britannicum se distribuye por Inglaterra.

## Taxonomía
Fue descrita científicamente por F. Hanb. Fue publicada en J. Bot. 30: 366 (1892).